# Поклонение младенцу Христу (картина Филиппино Липпи)
«Поклонение младенцу Христу» — картина-тондо итальянского художника эпохи Возрождения Филиппо Липпи из собрания Государственного Эрмитажа в Санкт-Петербурге.
На картине представлен младенец Христос, лежащий на прозрачном покрывале, расстелённом на траве; возле него Мадонна и поклоняющиеся ангелы. На каменной скамье с балюстрадой установлены вазоны с цветами. Пейзажный фон включает отдельные деревья, слева на дальнем плане силуэт города, справа — скалы и холмы типично умбрийских долин. По мнению Т. К. Кустодиевой действие происходит в Раю, «запертом саду» (лат. Hortus Conclusis), пределы которого символизирует балюстрада с цветами .
Ранняя история картины неизвестна, около 1822—1824 годов она была приобретена в Ареццо генерал-лейтенантом князем В. С. Трубецким, который по окончании Наполеоновских войн совершал путешествие по Европе. Затем он подарил её сенатору тайному советнику Д. М. Мордвинову. После смерти Мордвинова, последовавшей в 1848 году, картина по завещанию перешла в собственность А. Муравьёва, у которого в 1859 году за 5000 франков купил П. С. Строганов. Сам Строганов скончался в 1911 году и часть своей коллекции книг, картин и скульптуры завещал Эрмитажу, в том числе и «Поклонение Младенцу Христу». Наследниками П. С. Строганова картина была передана в Эрмитаж в следующем году . Картина экспонируется в здании Большого (Старого) Эрмитажа в зале 213.
Картина была написана темперой на дереве. В 1831 году её на круглый медный лист диаметром 53 см перевёл эрмитажный реставратор А. Митрохин. Ранняя история картины неизвестна. При покупке Строгановым она значилась как произведение неизвестного художника и была атрибутирована Липпи самим П. С. Строгановым. Его коллекцию в 1862 году осмотрел Г. Ф. Вааген и согласился с этим мнением, что нашло отражение как в книге Ваагена о российских художественных коллекциях, так и в каталоге собрания Строганова. Сам Вааген назвал картину самой красивой вещью великого мастера, которую он когда-либо видел.
Однако не все поддержали авторство Липпи. Э. К. Липгарт в рукописном каталоге Эрмитажного собрания живописи, хранящемся в архиве Государственного Эрмитажа, отметил, что А. Вентури в качестве автора тондо назвал Амико ди Сандро. Л. Вентури и К. Б. Нельсон указывали имя Рафаэллино дель Гарбо. А. Шарф провёл параллели между эрмитажной картиной и тондо Боттичини «Поклонение Младенцу» из галереи Уффици, но отметил что работа из Эрмитажа является не копией, а скорее вольной вариацией сюжета из Уффици. Но в Уффици есть гораздо более близкая работа Липпи на тот же сюжет, датируемая около 1485 года. Также близкая картина Липпи имеется в Национальной галерее искусства в Вашингтоне. Она написана в 1475—1480 годах. По аналогии с картиной из Вашингтона эрмитажное тондо также датируется временем около 1480 года.
Российский историк искусства Т. К. Кустодиева, анализируя картину, отмечала:

В тондо отразились наиболее характерные черты творчества Филиппино Липпи: утончённость, грация, безукоризненное владение линией, интерес к перспективе. На первом плане, на лугу, обнесённом балюстрадой, Мадонна поклоняется Иисусу. Замкнутое пространство, в котором они находятся, символизирует непорочность Марии. <…> Она — небесная владычица, и ангелы сопровождают Её, как слуги королеву, поддерживая край плаща, словно пажи, несущие шлейф. Широко простирается пейзаж, построенный по принципу чередующихся кулис, что характерно для флорентийской живописи XV века.